# 센나르주

센나르주의 위치

센나르주(아랍어: سنار)는 수단 동부에 있는 주(州)로, 주도는 센나르이며 인구는 1,532,085명(2006년 기준), 면적은 37,844km2이다.